# 賈卓倫
賈卓倫，台灣電子遊戲設計師，現於游久時代擔任研發副總裁，曾擔任仙劍奇俠傳系列、軒轅劍系列的製作人，也曾參與過古劍奇譚二的研發。

## 生平
賈卓倫畢業於臺灣復興商工廣告設計科，世新大學傳播管理學系。
1993年短暫進入精訊科技，任職2D美術，製作過回合制戰略遊戲《飛鷹騎士》。
1994年進入大宇資訊，任職文字編輯，負責遊戲宣傳新聞稿、攻略、說明書與測試，協助過的作品包含《軒轅劍外傳楓之舞》、《仙劍奇俠傳一》，其中也負責《仙劍奇俠傳》的部份企劃與文字工作。
1996年，賈卓倫入伍，並且在退伍後開始念大學。1999年，謝崇輝在大宇資訊成立了新的研發小組，邀請賈卓倫加入，於是賈卓倫回到大宇擔任企劃。
1999年，賈卓倫參與了《軒轅劍參》的製作，2000年，協助完成了《霹靂奇俠傳》、《新仙劍奇俠傳》，成為狂徒創作群的一員。
2002年，賈卓倫參與了《仙劍奇俠傳二》的開發，並且因為謝崇輝的離職，接手擔任仙劍奇俠傳二的製作人。
2003年，《仙劍奇俠傳二》發行後，賈卓倫轉入DOMO小組，並擔任《軒轅劍外傳蒼之濤》的製作人，接替郭炳宏成為DOMO小組組長。
2004年，《軒轅劍外傳蒼之濤》發行，賈卓倫獲得第7屆遊戲基地金像獎評選為最佳製作人，之後蒼之濤又獲得臺灣經濟部工業局主辦GAME STAR遊戲之星年度大賞、專家評審最佳單機遊戲、最佳企畫等六項大獎。接著在張毅君的邀請下，短暫地調派至上海軟星工作，協助《仙劍奇俠傳三外傳·問情篇》的部份開發工作，並擔任主題曲「仙劍問情」歌詞撰寫人。
2006年，賈卓倫擔任《軒轅劍伍》的製作人，並擔任《大富翁8》、《明星志願3》的台灣區產品經理，軒轅劍伍後來獲得臺灣經濟部工業局主辦GAME STAR遊戲之星年度大賞、專家評審最佳單機遊戲、最佳美術設計等六項大獎。
2007年，賈卓倫離開大宇資訊，加入以研發XBOX 360、PS3、Wii遊戲為主的碁因遊戲（Keystone GameStudio），任職製作總監。
2010年，擔任Sliding War、Cold Energy製作人。
2011年4月，加盟上海燭龍，擔任古劍奇譚二的研發顧問兼專案經理。
2014年，加盟游久時代，擔任研發副總裁。

## 作品列表
- 飛鷹騎士（1994年） - 2D美術
- 軒轅劍外傳楓之舞（1995年） - 文編
- 仙劍奇俠傳（1995年） - 企劃
- 軒轅劍參（1999年） - 企劃
- 霹靂奇俠傳（2000年） - 主企劃
- 新仙劍奇俠傳（2001年） - 執行製作
- 仙劍奇俠傳二（2003年） - 製作人
- 軒轅劍外傳蒼之濤（2004年） - 製作人
- 大富翁7遊臺灣（2004年） - 產品經理
- 仙劍奇俠傳三外傳-問情篇（2004年） - 企劃與臺灣地區產品經理，主題曲「仙劍問情」歌詞撰寫人
- 軒轅劍伍（2005年） - 製作人/產品經理
- 大富翁8（2006年） - 臺灣地區監製與產品經理
- 明星志願3（2006年） - 監製/產品經理
- 明星志願3資料片（2007年） - 監製/產品經理
- Sliding War（iPhone、iPod Touch、iPad）（2010年） - 製作人
- Cold Energy（XBOX 360、PS3、PC）（2011年） - 製作人
- 古劍奇譚二：永夜初晗凝碧天（2013年） - 研發顧問/專案經理
- 仙劍問情歌詞